# Incheon-Sungeui-Stadion
Das Incheon-Sungeui-Stadion war ein Fußballstadion in der südkoreanischen Stadt Incheon, Michulho-gu. Das Stadion wurde 1936 erbaut. Der Name des Stadions leitet sich von der Sungeui-Straße ab, an der das Stadion ehemals stand.
Das Stadion wurde erstmals von den Yukong Elephants als Heimspielstätte zwischen 1987 und 1990 genutzt und stand danach fast dreizehn Jahre leer. 2003 wurde es wieder genutzt. Neuer Hauptnutzer war der Drittligist Incheon Korail FC. Ende 2007 zog der Verein aus dem Stadion aus.
Da das Incheon-Munhak-Stadion für Incheon United zu groß war, entschied die Stadt, das Sungeui-Stadion zugunsten eines neuen Stadions abzureißen. Am 13. Juni 2008 begannen die Abrissarbeiten. Nach Abschluss der Baumaßnahmen wurde stattdessen das neue Incheon-Fußballstadion errichtet.

## Galerie

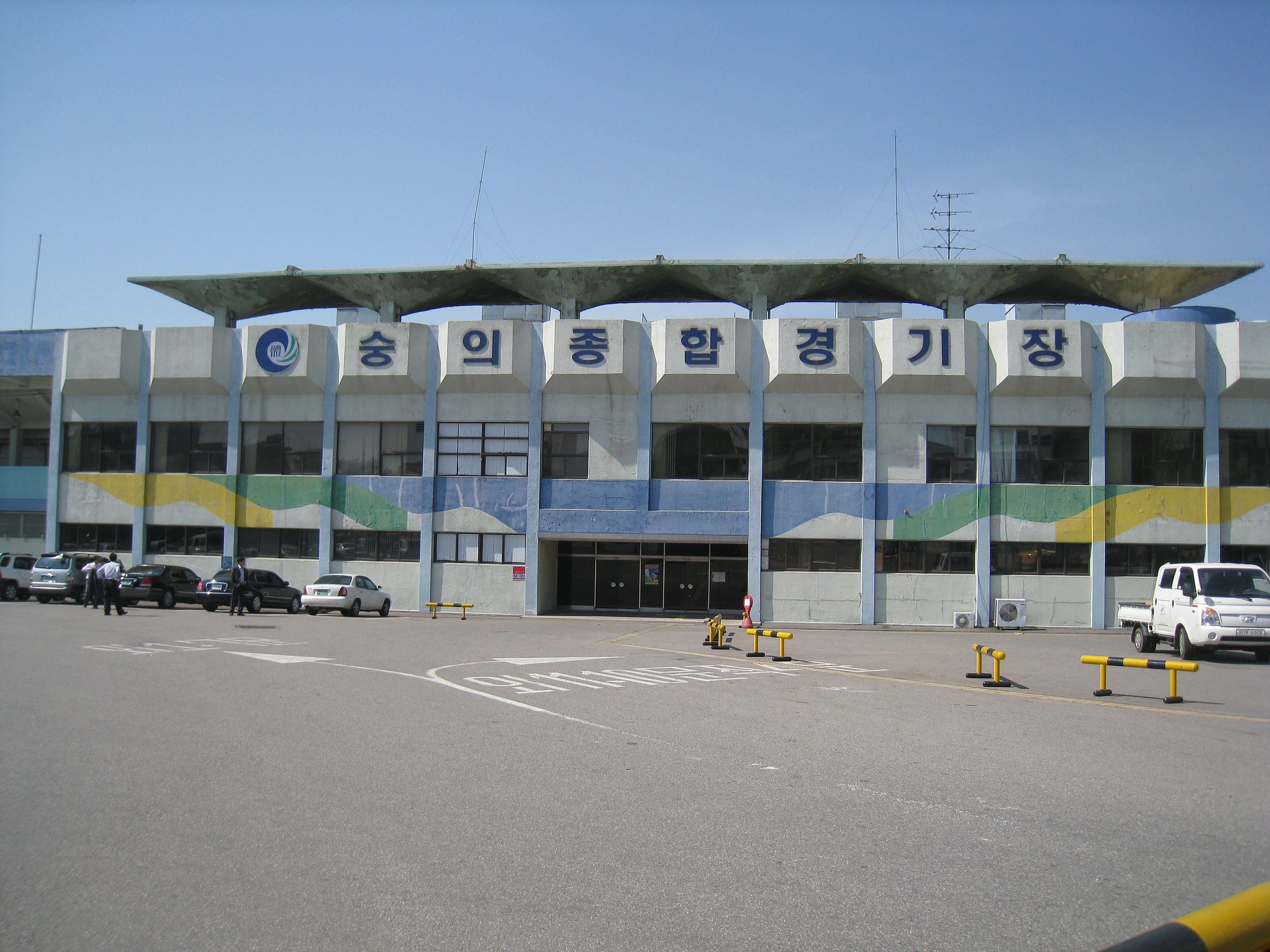
Außenansicht des Stadions